# Hrabstwo Pulaski (Kentucky)
Hrabstwo Pulaski (ang. Pulaski County) – hrabstwo w stanie Kentucky w Stanach Zjednoczonych. Nazwane na cześć Kazimierza Pułaskiego, bohatera wojny o niepodległość Stanów Zjednoczonych.

## Geografia
Według spisu z 2000 obszar całkowity hrabstwa obejmuje powierzchnię 677,05 mil2 (1753,55 km²), z czego 661,60 mil2 (1713,54 km²) stanowią lądy, a 15,45 mil2 (40,02 km²) stanowią wody. Według szacunków United States Census Bureau w roku 2009 miało 60 853 mieszkańców. Jego siedzibą administracyjną jest Somerset.

### Miasta
- Burnside
- Ferguson
- Science Hill
- Somerset

### Sąsiednie hrabstwa
- Hrabstwo Lincoln (północ)
- Hrabstwo Rockcastle (północny wschód)
- Hrabstwo Laurel (wschód)
- Hrabstwo McCreary (południowy wschód)
- Hrabstwo Wayne (południowy wschód)
- Hrabstwo Russell (zachód)
- Hrabstwo Casey (północny wschód)